# Ель шероховатая
Ель шероховатая (лат. Picea asperata) — вид рода Ель (Picea) семейства Сосновые (Pinaceae). Эндемик Китая.

## Распространение и среда обитания
Ель шероховатая растёт в Китае на территории провинций Ганьсу, Нинся, Шаньси, Шэньси, Сычуань, Цинхай.
Это высокогорный вид (на высотах 1500—3800 м), произрастающий на серо-бурых подзолистых горных почвах в субальпийском континентальном климате. Обычно растёт в сообществе с елью Вильсона (Picea wilsonii), елью пурпурной (Picea purpurea), елью Мейера (Picea meyeri).

## Ботаническое описание
Ель шероховатая — вечнозелёное дерево до 25—40 метров высотой и диаметром ствола до 150 сантиметров. Кора серо-коричневая, грубая с бороздами. Иголки серовато-зелёные или голубовато-зелёные размером 10—20 × 1—2 мм. Семенные шишки изначально зелёные, при созревании — бледно-коричневые или красновато-коричневые, цилиндрические, размером 5-16 × 2,5-3,5 см. Семена оборотнояйцевидные длиной 3—4 мм, с 11 мм светло-коричневыми крыльями. Опыляется в апреле-мае, семена созревают в сентябре-октябре.

## Таксономия
Picea asperata Mast. Journal of the Linnean Society. Botany. 37(262): 419. Архивная копия от 12 февраля 2019 на Wayback Machine 1906

### Разновидности
- Picea asperata var. asperata
- Picea asperata var. aurantiaca (Masters) B.K. Boom (syn. Picea aurantiaca)
- Picea asperata var. heterolepis (Rehder & E.H.Wilson) Cheng ex Rehder (syn. Picea heterolepis, Picea asperata var. notabilis)
- Picea asperata var. ponderosa Rehder & E.H.Wilson
- Picea asperata var. retroflexa (syn. Picea retroflexa)

## Значение
В Китае ель является источником древесины, которая используется в различных отраслях промышленности. 

## Природоохранная ситуация
В 1998 году правительство Китай ввело запрет на вырубку хвойных лесов в западной части страны. Международный союз охраны природы присвоил виду статус «Vulnerable species» (VU, «уязвимый вид»).